# Мемфис гризлиси
Мемфис гризлиси (енгл. Memphis Grizzlies) амерички су кошаркашки клуб из Мемфиса, Тенеси. Играју у НБА лиги (Југозападна дивизија).

## Историја
Гризлиси су 1995. године, уз Торонто репторсе, основани у намери популаризације НБА кошарке у Канади. Тада је ова франшиза наступала у граду Ванкуверу, али се у Канади није дуго задржала. Већ 2001. године тим се сели у Мемфис, амерички град који је и данас дом овог клуба.
У периоду док су играли у Ванкуверу, "Гризлији" се не могу похвалити значајнијим резултатима. Како се клуб преселио у САД, тако су почели и бољи резултати. Већ 2001. године Атланта хокси драфтују са треће позиције шпанског репрезентативца Пау Гасола и трејдом га шаљу у Гризлисе. Резултати полако али сигурно почињу да буду бољи. Шпански ас је имао врхунску прву годину и одмах је проглашен за рукија сезоне.
Клуб је у том тренутку имао јак састав, ростер је попунио и Шејн Батије, био је ту и Мајк Милер који је добио награду за најбољег шестог играча лиге 2006. године. Ипак, клуб је почео да посустаје одласком Пау Гасола у Лејкерсе. Међутим 2009. године рођени брат шпанског центра стиже у тим - Марк Гасол. Франшиза се полако подиже и стиже до плеј-офа.